# Короткие (Кировская область)
Короткие — деревня в Котельничском районе Кировской области в составе Сретенского сельского поселения.

## География
Располагается на расстоянии примерно 4 км по прямой на запад от центра поселения села Сретенье.

## История
Известна с 1802 года как деревня Подсухинская с 8 дворами. В 1873 году здесь (Подсухинская или Коротки) было отмечено дворов 18 и жителей 111, в 1905 19 и 119, в 1926 (уже деревня Короткие) 23 и 130, в 1950 (Коротки) 22 и 66, в 1989 году (Короткие) оставалось 6 жителей. Нынешнее название утвердилось с 1978 года.

## Население
Постоянное население  составляло 3 человека (русские 100%) в 2002 году, 2 в 2010.